# بطولة العالم للتزلج الفني على الجليد للناشئين
بطولة العالم للتزلج على الجليد للناشئين (بالإنجليزية: World Junior Figure Skating Championships) هي بطولة سنوية للتزلج على الجليد معتمدة من قبل الاتحاد الدولي للتزلج على الجليد. يتم منح الميداليات في فردي رجال وفردي سيدات والتزلج الثنائي والرقص على الجليد. في 1976، أقيمت أول بطولة عالمية للناشئين في فرنسا.

## التاريخ
تم رفع مستوى المنافسة إلى مستوى عالمي بداية من عام 1978، حيث أقيمت بطولة العالم للتزلج على الجليد للناشئين 1978. كان من المقرر أن تقام بطولة العالم للتزلج على الجليد للناشئين لعام 2021 في هاربن بالصين. في 24 نوفمبر 2020، أعلن الاتحاد الدولي للتزلج على الجليد إلغاء الحدث، مشيرًا إلى "تطورات جائحة فيروس كورونا والتأثير المرتبط به على كلا من المنظمين والمشاركين".